# Утрехтсе Гевелрюг (національний парк)
Національний парк Утрехтсе Гевелрюг — національний парк у нідерландській провінції Утрехт. Він охоплює південну частину Утрехтського хребта. Коли він був заснований у 2003 році, парк охоплював 6 000 га (15 000 акрів) пустищ, рухливих пісків, лісів, трав'яних угідь і заплав. У 2013 році парк було розширено до 10 000 га (25 000 акрів), додавши територію на північ від шосе A12, коли було реалізовано екодук Mollebos. Найбільш яскравою особливістю ландшафту є льодовикова гряда, на честь якої названо парк.

## Пейзаж та історія
Ландшафт парку датується передостаннім льодовиковим періодом Заальське зледеніння. Пізніше земля була змінена під впливом дрейфуючих пісків, річок і наслідків людської діяльності. Інтенсивне землекористування, лісовідновлення та будівництво заміських маєтків протягом століть змінили зовнішній вигляд Утрехтсе Гевелрюг. Історія краю відображена в різноманітності типів ґрунтів, рельєфу та землекористування.

## Флора і фауна
Утрехтсе Гевелрюг є другою за величиною лісовою територією в Нідерландах. У лісі можна знайти деякі релікти первісних післяльодовикових лісів, зокрема дуб і бук. У парку можна зустріти кілька видів мустелових, таких як борсук європейський (Meles meles) і куниця лісова (Martes martes). У парку мешкає понад 100 видів птахів, серед яких чорний дятел, ворон і синьошийка. У болотистій місцевості біля замку Амеронген рідкісним видом є бугайчик звичайний, а також рідкісні рослини, такі як росичка та тирлич вузьколистий. Крім того, в регіоні мешкає кілька видів земноводних, рептилій, кажанів, метеликів і бабок.

## Управління
Відповідальними за управління парком є Управління державного лісового господарства, приватна провінційна природоохоронна організація Het Utrechts Landschap і національна приватна організація природокористування Natuurmonumenten разом із багатьма приватними землевласниками. Плани управління складаються разом із цими власниками, органами влади та зацікавленими сторонами.
Однією з головних цілей управління є протидія екологічній роздробленості внаслідок великої кількості доріг у цьому районі. Для цього побудовано або планується кілька екодуків та інших шляхів для фауни, які з'єднають природні заповідники. На додаток до видалення огорож і створення зелених коридорів, це має забезпечити міграцію флори та фауни, включаючи великих тварин, таких як олені.

## Відпочинок
У національному парку багато маршрутів для прогулянок, велосипедів і верхової їзди, а також ресторанів, готелів і кемпінгів. Цікавими місцями для відвідування є численні замки, історичні села та міста, заміські будинки, комори та вівчарні.